# Modello biopsicosociale
Il modello biopsicosociale è una strategia di approccio alla persona, che attribuisce il risultato della malattia, così come della salute,  all'interazione intricata e variabile di fattori biologici (genetici, biochimici, ecc.), fattori psicologici (umore, personalità, comportamento ecc.) e fattori sociali (culturali, familiari, socioeconomici , ecc.). Il modello biopsicosociale si contrappone al modello biomedico, che attribuisce la malattia principalmente a fattori biologici, come virus, geni o anomalie somatiche, che il medico deve identificare e correggere. Il modello biopsicosociale trova applicazione a discipline che vanno dalla medicina alla psicologia alla sociologia; la sua accettazione e prevalenza variano tra discipline e culture.
Tra i documenti chiave che fanno riferimento a questo approccio vi è la definizione di salute dell'Organizzazione Mondiale della Sanità nella sua storica costituzione del 1948, di cui troviamo la definizione più estesa e aggiornata nel Glossario OMS della Promozione della Salute(pagina 1). 

## Storia
Il modello biopsicosociale fu proposto per la prima volta da George Libman Engel e Jon Romano della Rochester University nel 1977. Contrariamente all'approccio biomedico, Engel ha cercato un approccio più olistico riconoscendo che ogni paziente ha i propri pensieri, sentimenti e storia. Nello sviluppo del modello, Engel ha definito questo modello sia per le malattie fisiche che per i problemi psicologici.
Il modello biopsicosociale riflette lo sviluppo della malattia attraverso la complessa interazione di fattori biologici, fattori psicologici e fattori sociali. Ad esempio, una persona può avere una predisposizione genetica alla depressione, ma devono essere presenti fattori sociali, come lo stress estremo sul lavoro e nella vita familiare, e fattori psicologici individuali, come tendenze perfezionistiche, che innescano questo codice genetico per la depressione. Una persona può avere una predisposizione genetica per una malattia, ma i fattori sociali e cognitivi, secondo il modello, devono intervenire per scatenare la malattia.
In particolare, Engel ha rivoluzionato il pensiero medico superando la separazione tra corpo e mente. L'idea del dualismo mente-corpo risale almeno a Cartesio, ma è stata dimenticata, secondo Engel, dai fautori dell'approccio biomedico. Engel ha sottolineato che l'approccio biomedico è imperfetto perché non solo il corpo contribuisce alla malattia. Invece, la mente individuale gioca un ruolo significativo nel modo in cui una malattia viene causata, ma anche nel modo in cui viene trattata. Da questo punto di vista, Engel propone un dialogo tra il paziente e il medico, al fine di trovare la soluzione terapeutica più efficace.
Allo stesso modo, le idee materialistiche e riduzioniste proposte dal modello biomedico sono imperfette, perché non possono essere verificate a livello cellulare (secondo Engel). Il modello proposto da Engel si concentra sulla ricerca svolta da psicologi come Urie Bronfenbrenner, reso popolare dalla sua convinzione che i fattori sociali svolgono un ruolo nello sviluppo di malattie e comportamenti. Engel ha in realtà utilizzato la ricerca di Bronfenbrenner come colonna del suo modello biopsicosociale e ha sviluppato questo modello per evidenziare come la salute sia al centro degli aspetti sociali e psicologici, oltreché biologici.

## Applicazioni
Quando Engel ha proposto per la prima volta il modello biopsicosociale, esso aveva lo scopo di comprendere meglio la salute e la malattia. Sebbene questa applicazione sia ancora valida, ora esso influenza anche argomenti come la psicologia, la medicina e lo sviluppo.
Il modello biopsicosociale ha molti usi in medicina. In primo luogo, come proposto da Engel, aiuta i medici a comprendere meglio il paziente nel suo complesso, considerando non solo gli aspetti fisiologici e medici, ma anche il benessere psicologico e sociologico. Inoltre, questo modello è strettamente legato alla psicologia della salute. La psicologia della salute esamina le reciproche influenze della biologia, della psicologia, dei comportamenti e dei fattori sociali sulla salute e sulla malattia.
Le applicazioni sullo sviluppo di questo modello sono ugualmente rilevanti. Un vantaggio particolare dell'applicazione del modello biopsicosociale alla psicologia dello sviluppo è che esso consente un'intersezione nel dibattito tra natura e cultura. Questo modello offre agli psicologi dello sviluppo una base teorica per l'interazione di fattori ereditari e psicosociali sullo sviluppo di un individuo.

## Critiche
Ci sono state diverse critiche al modello biopsicosociale. Benning ha riassunto gli argomenti contro il modello, evidenziando che esso manca di coerenza filosofica, è insensibile all'esperienza soggettiva dei pazienti, non è attinente alla teoria generale dei sistemi in cui Engel sosteneva che fosse radicato, e che genera un eclettismo indisciplinato che non fornisce garanzie contro il dominio o la sottorappresentanza di uno dei tre domini biologico, psicologico o sociale. In che modo ogni categoria può essere perfettamente rappresentata e come si può definire cosa rientra in quale categoria? Ad esempio, una persona molto probabilmente metterebbe la "chimica del cervello" tra le condizioni biologiche; ma se lo stesso concetto fosse riformulato in "pensieri", esso verrebbe considerata una variabile psicologica, anche se sostanzialmente identica. Altri sostengono che queste categorie sono inutili, dal momento che tutte e tre possono essere ridotte al solo fisico.
Alcuni hanno sostenuto che l'approccio biopsicosociale rasenta l'anarchia a causa del suggerimento che l'obiettivo e l'attenzione sull'intervento sono determinati dal professionista in base alle preferenze personali. Alcuni sono diventati riduzionisti riguardo al modello stesso, tentando di prevedere piccole parti di uno dei tre aspetti per prevedere il funzionamento in un intero campo della medicina, ad esempio la psichiatria. Altre limitazioni includono la probabilità di parzialità all'interno di una relazione medico-paziente, la presunta superiorità dei problemi psichiatrici rispetto agli altri, e il dibattito sul dualismo. Inoltre è stato criticato l'abuso del modello e sono stati posti dubbi sulla sua base scientifica.